# Corynorhinus townsendii
Corynorhinus townsendii é uma espécie de morcego da família Vespertilionidae. Pode ser encontrada no México, Estados Unidos e Canadá.

## Ciclo de vida
As fêmeas geralmente têm apenas um filhote por ano. Os recém-nascidos variam em peso de 2,1-2,7 g. Há um forte vínculo materno e os morcegos jovens grasnam quando a mãe está ausente. Os morcegos jovens, porém, crescem rapidamente, podendo voar em três semanas. Depois de dois meses, muitos dos morcegos jovens deixaram os ninhos de berçário, com os morcegos machos saindo antes das fêmeas. Em seu primeiro ano, os morcegos machos são quase certamente incapazes de procriar, enquanto as fêmeas são capazes de se reproduzir aos quatro meses de idade